# Marc Kühne
Marc Kühne né le 6 septembre 1976 à Halle est un bobeur allemand actif depuis 1998. Il a remporté la médaille d'or dans l'épreuve par équipes aux Championnats du monde 2007 et celle d'argent en bob à deux aux Mondiaux 2009. Aux Jeux olympiques d'hiver de 2006, il termine cinquième dans l'épreuve du bob à deux.

## Palmarès

### Championnats du monde
- médaille d'or par équipes mixtes en 2007
- médaille d'argent en bob à deux en 2009

### Coupe du monde
- 14 podiums [N 1] : 
  - en bob à 2 : 4 victoires, 4 deuxièmes places et 1 troisième place.
  - en bob à 4 : 1 victoire, 3 deuxièmes places et 1 troisième place.

#### Détails des victoires en Coupe du monde
| Édition   | Bob à 2                 | Bob à 4    |
| 2005-2006 | Cortina d'Ampezzo       |            |
| 2007-2008 |                         | Winterberg |
| 2008-2009 | Igls Königssee Whistler |            |